# Rio Bordul (Cugir)
O Rio Bordul é um rio da Romênia afluente do Rio Mic, localizado no distrito de Alba.